# Strangalomorpha cavernosa
Strangalomorpha cavernosa là một loài bọ cánh cứng trong họ Cerambycidae.